# Tamba flaviolata
Tamba flaviolata là một loài bướm đêm trong họ Noctuidae.